# Efectos de la guerra Israel-Gaza en los niños de la Franja de Gaza
Como resultado de la guerra Israel-Gaza iniciada en octubre de 2023, los niños se han visto afectados de manera desproporcionada en la Franja de Gaza, donde el 40% de la población tiene 14 años o menos. El 13 de noviembre, UNICEF informó que más de 700.000 niños en Gaza estaban desplazados. Una grave crisis humanitaria, con informes de niños que sufrían una grave epidemia de gastroenteritis debido a la falta de agua potable, generó preocupación entre los funcionarios de salud y las organizaciones de ayuda. Hablando a los periodistas al comienzo del conflicto, el secretario general de la ONU, António Guterres, advirtió que «Gaza se está convirtiendo en un cementerio para niños. Se informa que cientos de niñas y niños son asesinados o heridos cada día».
Save the Children, la propia UNICEF y funcionarios de salud palestinos describieron que los niños quedaron con discapacidades permanentes, problemas de salud mental y amputaciones, y miles de ellos sufrieron deshidratación, desnutrición y enfermedades respiratorias y de la piel. A mediados de enero de 2024, se estimaba que 10.000 niños en Gaza habían sido asesinados y miles más estaban enterrados bajo los escombros. El subdirector de UNICEF calificó las condiciones de los niños en Gaza como «las más horribles» que jamás haya visto. La crisis actual también afectó las vacunaciones rutinarias, dejando a miles de niños en riesgo, y supuso otros desafíos agravados como la falta de alojamiento y de abrigos de invierno adecuados y el costo psicológico en la salud mental de los niños.

## Reacciones
Meirav Ben-Ari, miembro de la Knéset, afirmó: «Los niños de Gaza se lo buscaron». El Ministro de Seguridad Pública israelí, el ultraderechista Itamar Ben-Gvir, pidió la muerte de cualquier niño o mujer que se acercara demasiado a la frontera durante un debate con el jefe militar israelí Herzi Halevi, afirmando «No podemos permitir que los mujeres y niños se acerquen demasiado a la frontera... cualquiera que se acerque debe recibir un balazo [en la cabeza]». Ben-Gvir afirmó que la política de fuego abierto que defendía se basaba en la percepción de que Hamás utilizaba mujeres y niños palestinos para atacar a Israel.
Durante una entrevista en la televisión israelí, el exfuncionario del Mossad Rami Igra, que había dirigido la División de Cautivos y Desaparecidos de la agencia, afirmó que no había civiles ajenos a Gaza. Afirmó que «cualquier persona mayor de cuatro años es partidario de Hamás» y que sólo los menores de cuatro años podían ser considerados niños, mientras que cualquier persona mayor de esa edad podía morir de hambre.
En Gaza, un padre cuyo hijo de un año murió en un bombardeo israelí declaró: «Este es un crimen en el que todos participaron. El veto de Estados Unidos participó en este crimen al igual que aquellos árabes y musulmanes que no nos apoyaron». Un niño herido en un ataque israelí declaró: «No sé por qué me atacaron. Están buscando peleas contra los niños de Palestina. ¿Por qué?».

### Organizaciones nacionales e internacionales
El portavoz de UNICEF, Toby Fricker, declaró: «En este momento no hay ningún lugar seguro para los niños en ningún lugar de la Franja». El 19 de diciembre, las Naciones Unidas declararon que Gaza era «con diferencia el lugar más peligroso del mundo para ser niño». James Elder, portavoz de UNICEF, calificó el conflicto en Gaza como una «guerra contra los niños». El 6 de enero de 2024, Tanya Haj-Hassan, médica de Médicos Sin Fronteras, afirmó que los niños en Gaza estaban «muriendo de todas las formas posibles». El 18 de enero de 2024, el director ejecutivo adjunto de UNICEF declaró que el sufrimiento de los niños en Gaza eran las «condiciones más horribles que jamás haya visto». El 2 de febrero de 2024, el presidente de UNICEF declaró: «La situación de los niños en Gaza se vuelve más sombría cada día. El mundo no puede abandonarlos». El 5 de marzo, UNICEF calificó la guerra en Gaza como «una prueba de conciencia humana» y afirmó que la falta de ayuda humanitaria en el norte estaba empeorando la situación de salud de los niños.
En una carta abierta al gobierno del Reino Unido, la Sociedad Británica de Estudios de Oriente Medio (BRISMES) calificó los ataques sistemáticos percibidos contra universidades, escuelas, laboratorios y bibliotecas como un componente de una estrategia genocida destinada a destruir el sistema educativo palestino en Gaza. El presidente del Comité de los Derechos del Niño declaró el 8 de febrero: «Los derechos de los niños que viven bajo el control efectivo del Estado de Israel están siendo gravemente violados a un nivel que rara vez se ha visto en la historia reciente».

### Políticos y funcionarios
Brian Mast, representante de la Cámara de Representantes de los Estados Unidos, afirmó que los bebés asesinados en la Franja de Gaza no eran civiles inocentes.
El primer ministro de Qatar, Mohammed bin Abdulrahman Al Thani, declaró: «Creo que todos deberíamos unirnos para detener esta guerra, salvar esas vidas, salvar a esos niños».
El presidente de Brasil, Luiz Inácio Lula da Silva, afirmó que Israel estaba matando niños bajo «el pretexto de luchar contra Hamas».
La ministra de Asuntos Exteriores alemana, Annalena Baerbock, declaró: «También hay niños que han perdido a sus padres. Imaginemos a nuestros propios hijos viviendo sin padres, sin agua ni comida».